# Gracinda Freire
Gracinda Freire (Natal, 31 de julho de 1925 — Rio de Janeiro, 11 de julho de 1995) foi uma atriz brasileira.

## Biografia
Começou no teatro em 1951, no espetáculo A Primadona e, a partir daí, sempre foi presença constante nos palcos brasileiros. Participou de montagens importantes como Deus Lhe Pague, de Joracy Camargo, com Procópio Ferreira, e do musical Viva o Cordão Encantado.
A estreia no cinema aconteceu em 1962, nos filmes Assalto ao Trem Pagador, dirigida por Roberto Farias, e Três Cabras de Lampião, de Aurélio Teixeira, com quem foi casada.
Em 1952 estreou em televisão ao participar de teleteatros da TV Tupi. Em 1967 estreia na TV Globo ao participar de A Sombra de Rebeca. Em 1969 participa de Um Gosto Amargo de Festa na TV Tupi, retornando no mesmo ano para a TV Globo onde trabalharia até 1984. 
Morreu em consequência de um derrame cerebral.

## Carreira

### Na televisão
| Ano  | Título                            | Personagem          | Notas                              | Emissora |
| ---- | --------------------------------- | ------------------- | ---------------------------------- | -------- |
| 1952 | Grande Teatro das Segundas-Feiras | Vários personagens  |                                    | TV Tupi  |
| 1952 | Grande Teatro Monções             | Vários personagens  |                                    | TV Tupi  |
| 1956 | Teatro de Variedades              | Vários personagens  |                                    | TV Rio   |
| 1960 | Teatro Studio A                   | Vários personagens  |                                    | TV Rio   |
| 1965 | 4 no Teatro                       | —                   | Episódio: "As Duas Faces da Moeda" | TV Globo |
| 1965 | Musicalíssima                     | —                   | [ 2 ]                              | TV Globo |
| 1966 | A Herança do Ódio                 | —                   |                                    | TV Rio   |
| 1967 | A Sombra de Rebeca                | Missionária Milenne |                                    | TV Globo |
| 1969 | Véu de Noiva                      | —                   |                                    | TV Globo |
| 1969 | Rosa Rebelde                      | Rafaela             |                                    | TV Globo |
| 1969 | Um Gosto Amargo de Festa          | —                   |                                    | TV Tupi  |
| 1970 | Assim na Terra Como no Céu        | Dona Didi           |                                    | TV Globo |
| 1971 | Bandeira 2                        | Miloca              |                                    | TV Globo |
| 1971 | Minha Doce Namorada               | Dona da pensão      |                                    | TV Globo |
| 1972 | Shazan, Xerife e Cia.             | —                   | Episódio: "Pedra Maldita"          | TV Globo |
| 1972 | Caso Especial                     | —                   | Episódio: "Os Abutres"             | TV Globo |
| 1972 | Caso Especial                     | Mãe de Argemiro     | Episódio: "O Matador"              | TV Globo |
| 1973 | O Semideus                        | Joventina           |                                    | TV Globo |
| 1975 | Senhora                           | Donana              |                                    | TV Globo |
| 1976 | O Feijão e o Sonho                | Mariana             |                                    | TV Globo |
| 1976 | Caso Especial                     | Mãe de Fernando     | Episódio: "Um Perdido na Vida"     | TV Globo |
| 1977 | Sem Lenço, Sem Documento          | Dirce               |                                    | TV Globo |
| 1978 | Dancin' Days                      | Alzira              |                                    | TV Globo |
| 1979 | Feijão Maravilha                  | Antonieta           |                                    | TV Globo |
| 1979 | Plantão de Polícia                | —                   | Episódio: "Sete Dias Para Morrer"  | TV Globo |
| 1980 | Chega Mais                        | Valda               |                                    | TV Globo |
| 1982 | Sétimo Sentido                    | —                   |                                    | TV Globo |
| 1984 | Caso Verdade                      | Nora                | Episódio: "Vida"                   | TV Globo |

### No cinema
| Ano  | Título                            | Personagem        |
| ---- | --------------------------------- | ----------------- |
| 1962 | O Assalto ao Trem Pagador         | Esposa de Miguel  |
| 1962 | Três Cabras de Lampião            | —                 |
| 1963 | Gimba, Presidente dos Valentes    | Guiô              |
| 1964 | Procura-se uma Rosa               | —                 |
| 1967 | Mineirinho Vivo ou Morto          | Isabela           |
| 1970 | Pedro Diabo Ama Rosa Meia-Noite   | —                 |
| 1971 | Pra Quem Fica, Tchau              | Tia Lourdes       |
| 1971 | Faustão                           | Benvinda          |
| 1971 | Rua Descalça                      | —                 |
| 1972 | Cassy Jones, o Magnífico Sedutor  | Criada            |
| 1973 | Aladim e a Lâmpada Maravilhosa    | Helena            |
| 1974 | Um Homem Célebre                  | —                 |
| 1974 | O Filho do Chefão                 | Heloísa           |
| 1975 | Ana, a Libertina                  | Prostituta        |
| 1975 | Ipanema, Adeus                    | —                 |
| 1975 | Com um Grilo na Cama              | —                 |
| 1975 | Os Maníacos Eróticos              | Mulher do Gerente |
| 1977 | A Árvore dos Sexos                | Dona Auxiliadora  |
| 1978 | A Noiva da Cidade                 | Firmina           |
| 1978 | Chuvas de Verão                   | Judith            |
| 1978 | Nos Embalos de Ipanema            | Dona Flora        |
| 1979 | Inquietações de uma Mulher Casada | Dona Miriam       |
| 1979 | Terror e Êxtase                   | Adelina           |
| 1980 | Bububu no Bobobó                  | —                 |
| 1981 | Amor e Traição                    | —                 |
| 1982 | Dora Doralina                     | Senhora no jantar |
| 1982 | Os Vagabundos Trapalhões          | Dona Matilde      |
| 1983 | Estranhas Relações                | Inês              |

## Teatro
- 1951 - A Primadonna
- 1951 - Uma Janela para o Sol ou Morre Um Gato na China
- 1952 - O Discípulo
- 1953 - Amor
- 1953 - As Esposa Acusam
- 1953 - Deus Lhe Pague
- 1953 - Diabinho de Saias
- 1953 - Essa Mulher É Minha
- 1954 - A Herdeira
- 1954 - Beija-me e Verás
- 1954 - Senhora
- 1955 - A Folha de Parreira
- 1955 - Senhorita Barba-Azul
- 1955 - Sua Excelência a Prefeita
- 1956 - Carlota Joaquina
- 1956 - Copacabana S.A. / Papai É o Maior
- 1956 - Dona Xepa
- 1956 - Eu Arranjo Tudo
- 1956 - Os Filhos da Biruta
- 1957 - Juramento a Longo Prazo
- 1957 - Quem Pode... Pode!
- 1957 - Rock and Roll no Carnaval
- 1957/1958 - Fogo no Pandeiro (Portugal/Espanha/Alguns Países da África)
- 1958 - Se Quer, Diz Logo
- 1958/1959 - Me Dá um Cheirinho Só
- 1959 - Tia Mame
- 1959/1960 - Society em Baby-Doll
- 1961 - A Baronesa
- 1961 - Casar ou Experimentar
- 1961 - Conheça Seu Homem
- 1961 - Qual É o Babado?
- 1963 - A Paixão
- 1963 - Conheça Seu Homem
- 1963 - Eles não Usam Black-tie
- 1963/1964 - Soraia, Posto 2
- 1964 - A Torre em Concurso
- 1966 - Memórias de um Sargento de Milícias
- 1967 - Secretíssimo
- 1970 - Em Família
- 1971 - A Capital Federal
- 1973 - O Genro Que Era Nora
- 1975/1976 - Viva o Cordão Encarnado
- 1976/1977 - Gata em Telhado de Zinco Quente
- 1981 - O Genro Que Era Nora

## Principais prêmios
Em 1979 recebeu o Troféu APCA na categoria de melhor atriz coadjuvante por Chuvas de Verão, e de melhor atriz de televisão por Dancin' Days.